# Aspidoscelis xanthonota
Aspidoscelis xanthonota là một loài thằn lằn trong họ Teiidae. Loài này được Duellman & Lowe mô tả khoa học đầu tiên năm 1953.